# Будки (Тернопольская область)
Будки́ (укр. Будки) — село в Почаевской городской общине Кременецкого района Тернопольской области Украины.
Код КОАТУУ — 6123481001. Население по переписи 2001 года составляло 1045 человек.

## Географическое положение
Село Будки находится в 1,5 км от правого берега реки Слоновка,
на расстоянии в 1 км от сёл Старый Почаев и Ледыхов.
Рядом проходит автомобильная дорога Р-26.

## История
- 1545 год — дата основания.

## Объекты социальной сферы
- Школа I—II ст.
- Клуб.
- Фельдшерско-акушерский пункт.

## Достопримечательности
- Братская могила советских воинов.